# Jean-Paul Charié
Pour les articles homonymes, voir Charié.
Jean-Paul Charié est une personnalité politique française de la Ve République né le 25 avril 1952 à Égry dans le département du Loiret et mort le 3 novembre 2009 dans le 16ème arrondissement de Paris.
Il exerce la fonction de député du Loiret dans la cinquième circonscription de 1981 à 2009.

## Biographie
Jean-Paul Charié nait le 25 avril 1952 à Égry, commune située dans le nord du département français du Loiret et la région naturelle du Gâtinais. Il est le fils du résistant et homme politique Pierre Charié.
Il est élu député le 21 juin 1981 dans la cinquième circonscription du Loiret, où son père avait été en fonction entre 1958 et 1973, prenant la succession de Gaston Girard. Il entre à l'Assemblée nationale le 2 juillet 1981 où il est alors le benjamin à 29 ans. Membre du groupe Rassemblement pour la République (RPR) puis de l'Union pour un mouvement populaire (UMP), il est constamment réélu jusqu'à son décès.
Aspirant à un ancrage local dans la ville de Pithiviers, comme maire ou conseiller général, il ne parviendra jamais à s'y imposer étant systématiquement battu aux élections municipales et cantonales.
Il est le rapporteur de la Loi de modernisation de l'économie de 2008 qui a traité de la réforme de l'urbanisme commercial. C'est dans cette logique qu'il apporta son soutien à la création de l'Institut pour la Ville et le Commerce en 2009.
Dans son Livre bleu du Lobbying en France, regrettant sa mauvaise image auprès de l'opinion, Jean-Paul Charié milite pour une revalorisation du lobbying en France, activité qu'il estime être utile et même indispensable au bon fonctionnement d'une démocratie et nécessaire à la « performance » d'un pays, prenant modèle sur les États-Unis et le Royaume-Uni.
Décédé le 3 novembre 2009, il est remplacé par sa suppléante Marianne Dubois.
Jean-Paul Charié est le père de deux enfants, Romain et Anne-Carole.

## Détail des mandats
- 2 juillet 1981 - 1er avril 1986 : député RPR ;
- 2 avril 1986 - 14 mai 1988 : député RPR ;
- 13 juin 1988 - 1er avril 1993 : député RPR ;
- 20 mars 1989 - 9 janvier 1990 : membre du conseil municipal de Pithiviers (Loiret) ;
- 2 avril 1993 - 21 avril 1997 : député RPR ;
- 1er juin 1997 - 18 juin 2002 : député RPR ;
- 19 juin 2002 - 10 juin 2007 : député RPR puis UMP ;
- 11 juin 2007 - 3 novembre 2009 : député UMP.